# سفارة فيتنام في فرنسا
سفارة فيتنام في فرنسا هي أرفع تمثيل دبلوماسي لدولة فيتنام لدى فرنسا. تقع السفارة في باريس وهي تهدف لتعزيز المصالح الفيتنامية في فرنسا.

## وصلات خارجية
- الموقع الرسمي
- قائمة سفارات فيتنام
- قائمة السفارات في فرنسا